# Ngampel (Papar)
Ngampel is een bestuurslaag in het regentschap Kediri van de provincie Oost-Java, Indonesië. Ngampel telt 6075 inwoners (volkstelling 2010).